# 考波什堡
考波什堡（匈牙利語發音：[ˈkɒpoʃvaːr]；德語：、Ruppertsberg、Ruppertsburg）位于匈牙利西南部，是绍莫吉州的首府，距离首都布达佩斯约186公里，面积113.59平方公里，人口67,954人（2005年）。

## 友好城市
- 英国巴斯
- 克罗地亚科普里夫尼察
- 罗马尼亚米耶尔库雷亚丘克
- 法国卢瓦尔河畔圣塞巴斯蒂安
- 蒙古达尔汗
- 意大利斯基奥
- 德国格林德
- 俄罗斯特维尔
- 芬兰劳马
- 奥地利菲拉赫